# Jacoba Theodora van der Kun
Jacoba Theodora van der Kun (Zutphen, 13 februari 1925 - Oegstgeest, 14 februari 2017) was een Nederlands verzetsstrijder. Ze maakte tijdens de Tweede Wereldoorlog deel uit van de Zutphense LO-verzetsgroep.

## Jeugd
Jacoba van der Kun werd in Zutphen geboren als dochter van Jacob Henricus Cornelis Maria van der Kun (1882-1962) en Wilhelmina Emilia Maria Regout (1892-1986). Ze groeide op als jongste in een gezin van drie kinderen.

## Tweede Wereldoorlog
Tijdens de oorlog was ze actief voor het verzet in Zutphen. Als koerierster voor de Binnenlandse Strijdkrachten 'Gewest 5 Achterhoek' van commandant William van den Wall Bake gaf ze berichten door aan Gerhard Wolsink, die radiocontact had met de geallieerden. Bijvoorbeeld over de locatie van een Duitse munitietrein in Zutphen, die vervolgens een paar uur later werd gebombardeerd.

### De Kruisberg
Jacoba van der Kun werd op 28 december 1944 in haar ouderlijk huis door de Duitsers opgepakt. Eerst werd ze vastgehouden in het huis van bewaring in Zutphen, maar nog diezelfde dag plaatsten ze haar over naar de De Kruisberg, een gevangenis van de Sicherheitsdienst, in Doetinchem. Uit het dagboek, dat ze gedurende haar hele gevangenschap in het geheim bijhield, blijkt dat ze al snel ontdekte dat veel bekenden uit het verzet, waaronder Edzard Bosch van Rosenthal en William van den Wall Bake, hier ook zaten. Hierdoor groeide het vermoeden dat de hele groep verraden was, zeker toen bij de verhoren ook nog bleek dat de Duitsers van alles al op de hoogte waren. 

### Kamp Westerbork
Toen de geallieerden de grens bij Doetinchem naderden werden op 26 maart 1945 onverwachts 22 mensen uit De Kruisberg vrijgelaten. Een dag later gingen de 63 overgebleven verzetsmensen, waaronder Jacoba van der Kun, per vrachtwagen naar Kamp Westerbork. Hier werd ze als politiek gevangene in een van de strafbarakken geplaatst. Net als de andere vrouwen moest ze hier elke dag batterijen uit elkaar halen.
Op 11 april 1945 verlieten de vrouwen onder begeleiding van de Wehrmacht het kamp, na een voettocht van 70 kilometer werden ze uiteindelijk op 14 april 1945 in Visvliet vrijgelaten.